# Пономаренки (Сумская область)
Пономаренки (укр. Пономаренки, до 2016 г. — Радянское) — село,
Великописаревский поселковый совет,
Великописаревский район,
Сумская область,
Украина.
Код КОАТУУ — 5921255101. Население по переписи 2001 года составляло 93 человека.

## Географическое положение
Село Пономаренки находится на левом берегу реки Братеница,
выше по течению на расстоянии в 1 км и на противоположном берегу расположено село Дмитровка,
ниже по течению на расстоянии в 3 км расположено село Александровка.
На расстоянии в 1,5 км расположен пгт Великая Писаревка.
Рядом проходит автомобильная дорога Т-1705.

## Экономика
- Молочно-товарная ферма.